# 松平忠倶
松平 忠倶（まつだいら ただとも）は、江戸時代前期の大名。遠江国掛川藩の第2代藩主、後に信濃国飯山藩の初代藩主。桜井松平家9代。官位は従五位下・遠江守。

## 略歴
寛永11年（1634年）、掛川藩主・松平忠重の長男として誕生した。
寛永16年（1639年）2月12日、6歳の時に父が死去した。3月3日付けで家督を継ぐことが認められたが、幼少であったために即日信濃国飯山藩への移封を命じられた。将軍徳川家光への拝謁はこれよりも遅れ、7月9日となった。帝鑑間伺候という席次は、以後桜井松平家の例となった。
正保3年（1646年）12月、従五位下・遠江守に叙位・任官する。万治元年（1658年）から大坂加番に任じられ、その後も要職を歴任した。
藩主として初めて領国に入ったのは承応2年（1653年）のことであった。寛文4年（1664年）に領知朱印状を下される。藩政においては播磨国出身の野田喜左衛門（正満）を登用し、千曲川の治水工事や灌漑水路の開鑿・新田開発を行い、飯山藩の基礎を固めた。
天和2年（1682年）には越後高田領の検地業務に当たった。元禄8年（1695年）3月に4回目の大坂加番に任じられて任地に赴いたが病に倒れ、元禄9年（1696年）5月26日に大坂で病死した。享年63。
嫡男の忠継は病によって元禄7年（1694年）に廃嫡し、忠継の長男である忠敏を後継者とした。しかしその忠敏も間もなく早世したため、忠敏の弟にあたる忠喬が跡を継いだ。

## 系譜
特記事項のない限り、『寛政重修諸家譜』による。子の続柄の後に記した ( ) 内の数字は、『寛政譜』の記載順。
- 父：松平忠重
- 母：木下延俊娘
- 正室：松平定行養女 - 阿部重次の娘
  - 長男(1)：松平忠継（母は正室松平定行養女）
- 生母不明の子女
  - 二男(2)：八郎 - 早世
  - 三男(3)：小次郎 - 早世
- 養子女
  - 養女(4)：実父は織田信勝、実母は不詳[9] - 水野重上（紀州藩家老）の妻
  - 養女(5)：実父は織田信勝、実母は不詳[9] - 喜連川昭氏室
  - 養女(6)：実父は水野良安（＝重上）、実母は不詳[10] - 田中定賢の妻

### 補足
- 二男も三男も「母は某氏」と記される。三男の記載に、二男と同母であることを示す「母は上に同じ」とは記されていない[7]。
- 養女のうち2人の実父である織田信勝（丹波柏原藩主）は、忠倶の姉の夫である。
- 『寛政譜』には、養女の1人は「水野土佐守重上」に嫁いだと記され、養女の1人は「水野土佐守良安」の娘と記されているが[7]、重上と良安は同一人物（重上の初名が良安）である[10]。